# دشت یانوس
دشت یانوس (تلفظ اسپانیایی: [loz ˈʝanos]) در شرق آند و در قلمرو کشورهای کلمبیا و ونزوئلا قرار دارد و از نظر بوم شناختی جزء زیست‌بوم علفزارهای سیلابی و ساوان است.
اورینوکو رود اصلی دشت یانوس است. این رود بخشی از مرز کلمبیا و ونزوئلا را تشکیل می‌دهد و سامانه رودخانه‌ای اصلی ونزوئلا است.

## بوم‌شناسی
در فصل بارش که از مه تا اکتبر به طول می‌انجامد، ارتفاع آب در بخشی از یانوس به یک متر می‌رسد. در این زمان، بیشه‌زارها و علفزارها به تالاب تبدیل می‌شود و این آب‌گرفتگی موجب منحصر به فرد شدن حیات وحش آن می‌شود. این منطقه دارای حدود هفتاد گونه پرنده آبزی از جمله اکراس آجری است.
از سوی دیگر سیلابی شدن دشت باعث شده بود که تا پیش از رونق فناوری کشاورزی صنعتی، بیشتر پهنه دشت برای کشاورزی نامناسب باشد. در عصر استعمار اسپانیا، فعالیت اقتصادی عمده این منطقه، دامداری بود. نقاشی آبرنگ مانوئل ماریا پاز که در سال ۱۸۵۶ ترسیم شده‌است، چراگاه‌هایی کم جمعیت و مملو از دام و درختان نخل را نشان می‌دهد.
برخی از بزرگترین پلنگ‌های جهان با وزن متوسط بیش از صد کیلوگرم در این منطقه مشاهده شده‌اند.

## نفت و گاز
ونزوئلا و کلمبیا صنایع استخراج نفت و گاز را در ناحیه‌های آرائوکا، کاساناره، گواریکو، آنزوآتگی، آپوره و موناگاس توسعه داده‌اند. کمربند اورینوکو که به‌طور کامل در ونزوئلا قرار دارد، محتوی ذخیره عظیمی از نفت سنگین (ماسه‌های نفتی) است. ماسه‌های نفتی کمربند اورینوکو یکی از بزرگترین منابع نفت ماسه‌ای هستند. تخمین زده می‌شود که ظرفیت ۱۲۰۰ میلیارد بشکه‌ای منابع نفت غیرمتعارف ونزوئلا که بخش عمده آن در ماسه‌های نفتی اورینوکو قرار دارد، تقریباً معادل کل منابع نفت متعارف جهان باشد.

## شهرهای واقع شده در دشت یانوس

### کلمبیا
- اکاسیس
- آرائوکا (آرائوکا)
- پاس ده آریپورو
- پورتو کارنو
- اینیریدا، گواینیا
- سان خوسه دل گاوریاره
- ساراونا
- تامه
- وییاویسنیو
- یوپال

### ونزوئلا
- اکاریگوا
- آراوری
- باریناس
- کالابوزو
- ال تیگر
- گواناره
- ماتورین
- پوئرتو آیاکوچو
- سابانتا
- سن کارلوس
- سن فرناندو د آپوره
- توکوپیتا
- وایه د لا پاسکوا